# Year Walk
A Year Walk egy 2013-ban kiadott videójáték, amit egy régi svéd népszokás, az „Årsgång” inspirált. A svéd Simogo cég fejlesztette eredetileg iOS-re, de később macOS-re, Windowsra és Wii U-ra is átírták.

## Årsgång
Az Årsgång egy pogány eredetű svéd népi jóslás, amit csak bizonyos jeles napok (Luca-nap, Karácsony, Szilveszter, Szent Iván napja) során lehetett végrehajtani. Célja a jövő év főbb eseményeinek (Ki fog házasodni? Milyen lesz a termés? Lesz-e háború?) megtudakolása volt. A szokás a huszadik század elejére lényegében eltűnt, így viszonylag kevés információ áll rendelkezésre róla. A legtovább Dél-Svédországban maradt fenn, ahol az egyes falvak szertartásai nagyban eltértek egymástól.
Az Årsgångot végrehajtó személynek (férfi és nő is lehetett) a viszonylagos bőséget jelentő ünnepnapot bezárkózva kellett töltenie, nélkülözve a tüzet, az ételt és más emberek társaságát. Éjfélkor volt az utolsó lehetőség visszakozni, ezután a személy elindult a falvanként különböző útvonalon, amelynek végső állomása azonban minden esetben a helyi templom és temető volt. A megfelelő rituálék végrehajtásával (pl. a templom kulcslyukába fújás) az Årsgångot végrehajtó ember ideiglenesen pogánnyá vált és különböző természetfeletti lények állították próbák elé. Ha megfelelt ezeknek, bepillantást nyerhetett a jövő év eseményeibe.
Hasonló jóslási rituálék számos más európai nép folklórjában léteznek, bár pogány eredetük talán kevésbé szembetűnő (pl. Luca-napi szerelmi jóslás).

## Cselekmény
A játék két összefüggő történetszálból áll.
A tizenkilencedik század végén egy dél-svédországi faluban: A fiatal Daniel Svensson szerelmes a Stinába, a molnár lányába, akinek azonban már valaki más megkérte a kezét.(Daniel alacsony vagyoni helyzete miatt egyelőre nem lehet kérő.) Stina ugyan nem közömbös Daniel iránt, de mégis hajlandónak tűnik az ajánlat elfogadására. Daniel erre válaszul kijelenti, hogy végrehajtja az ősi svéd népi jóslást, az "Arsgang", megtudakolva a jövőt. Stina határozott kérése ellenére Daniel nem tágít szándékától.
Daniel a rituálé során egyedül bolyong a falu körüli erdőben, ahol több természetfölötti lénnyel találkozik és kiállja próbáikat. Végül eljut a templomhoz, ahol találkozik a templomkertben lakozó, kecske alakban kísértő rémmel (Kyrkogrimen). Miután szembenézett vele, víziói támadnak: Stinát látja elvérezni egy nyári mezőn.
Napjainkban: Theodore Almsten a svéd folklór kutatója az Årsgångról gyűjt anyagot. Megismeri Daniel történetét: a legény az Årsgång végrehajtását követő évben szerelemféltésből megölte Stinát. Theodore-ral rövidesen egyre megmagyarázhatatlanabb események történnek, rájön, hogy neki is végre kell hajtania a rituálét, hátha megmentheti a lányt.

## Fogadtatás
A játék pozitív kritikákban részesült. 2013-ban 200 000-en vásárolták meg.